# 예트로 빌럼스
예트로 다노비치 섹서 빌럼스(Jetro Danovich Sexer Willems, 1994년 3월 30일 ~ )는 네덜란드의 축구 선수로 현재 에레디비시의 흐로닝언에서 풀백으로 뛰고 있다.

## 수상

### 클럽
PSV 에인트호번
- 에레디비시 : 우승 (2014-15, 2015-16), 준우승 (2012-13), 3위 (2011-12, 2016-17), 4위 (2013-14)
- KNVB컵 : 우승 (2011-12), 준우승 (2012-13)
- 요한 크라위프 스할 : 우승 (2012, 2016)

 아인트라흐트 프랑크푸르트
- DFB-포칼 : 우승 (2017-18)
- DFL-슈퍼컵 : 준우승 (2018)
- UEFA 유로파리그 : 4강 (2018-19)

### 국가대표팀
네덜란드 U-17
- UEFA U-17 축구 선수권 대회 : 우승 (2011)